# 1974 год в литературе

## Премии

### Международные
- Нобелевская премия по литературе

1. Эйвинд Юнсон, «За повествовательное искусство, прозревающее пространство и время и служащее свободе».
2. Харри Мартинсон, «За творчество, в котором есть всё — от капли росы до космоса».

### Великобритания
- Букеровская премия

1. Надин Гордимер, «Хранитель» (англ. The Conservationist).
2. Стэнли Миддлтон, «Отпуск» (англ. Holiday).

### СССР
- Ленинская премия в области литературы:
  - Константин Симонов за трилогию «Живые и мёртвые»;
  - Михаил Храпченко за книгу «Творческая индивидуальность писателя и развитие литературы».
- Государственная премия СССР в области литературы:
  - Василь Быков за повести «Обелиск» и «Дожить до рассвета»;
  - Кайсын Кулиев за сборник стихов «Книга земли»;
  - Леонид Мартынов за сборник стихов «Гиперболы».

- Премия имени М. Горького — Сергей Викулов, Сергей Наровчатов, Сергей Орлов, Пётр Проскурин.

### США
- Пулитцеровская премия за поэзию — Роберт Лоуэлл, сборник «Дельфин».
- Пулитцеровская премия за лучшую драму — не вручалась.
- Пулитцеровская премия за художественную книгу — не вручалась.

### Франция
- Гонкуровская премия — Паскаль Лене, «Кружевница».
- Премия Ренодо — Жорж Боржо, Le Voyage à l'étranger.
- Премия Фемина — Рене-Виктор Пий, «Проклинающий» (фр. L’Imprécateur).
- Премия Медичи — Доминик Фернандес, «Porporino ou les Mystères de Naples».
  - Премия Медичи за лучшее зарубежное произведение — Хулио Кортасар, «Книга Мануэля» (исп. Libro de Manuel).

## Книги

### Романы
- «Бриллианты для диктатуры пролетариата» — роман Юлиана Семёнова.
- «Кэрри» (англ. Carrie) — роман Стивена Кинга.
- «Обделённые» (англ. The Dispossessed, An Ambiguous Utopia) — роман Урсулы Ле Гуин.
- «Огненная пора» (англ. Fire Time) — роман Пола Андерсона.
- «Потерянная честь Катарины Блюм» нем. «Die Verlorene Ehre der Katharina Blum oder: Wie Gewalt entstehen und wohin sie führen kann») — роман Генриха Бёлля.
- «Псы войны» (англ. The Dogs of War) — роман Фредерика Форсайта.
- «Смотри на арлекинов!» — роман Владимира Набокова.
- «Челюсти» (англ. Jaws) — роман Питера Бенчли.
- «Шардик» (англ. Shardik) — роман Ричарда Адамса.
- «Шесть дней Кондора» (англ. Six Days of the Condor) — роман Джеймса Грейди.

### Повести
- «Живи и помни» — повесть Валентина Распутина.

### Малая проза
- «Маска» (пол. Maska) — повесть Станислава Лема.
- «Ранние дела Пуаро» (англ. Poirot's Early Cases) — сборник рассказов Агаты Кристи.

Другое
- «Книга Ничто» (англ. Nothing Book) — первая в мире книга, состоящая полностью из пустых страниц.

## Родились
- 23 октября — Аравинд Адига, индийский писатель.
- 17 декабря — Ника Турбина, — советская и российская поэтесса.

## Скончались
- 5 января — Бела И́ллеш, венгерский писатель, журналист и драматург. Один из основоположников революционной литературы в Венгрии (родился в 1895).
- 13 апреля — Гудмундур Бёдварссон, исландский поэт, прозаик, публицист и переводчик.
- 2 июня — Оге Том Кристенсен, датский писатель, поэт и литературный критик (родился в 1893).
- 9 июня — Мигель Астуриас, гватемальский писатель, лауреат Нобелевской премии по литературе (родился в 1899).
- 11 июня — Юлиус Эвола, итальянский писатель и философ (родился в 1898).
- 4 июля — Джорджетт Хейер, английская писательница (родилась в 1902).
- 25 июля — Василий Шукшин, советский писатель, кинорежиссёр и актёр (родился в 1929).
- 21 сентября — Жаклин Сюзанн, американская писательница (родилась в 1918).
- 29 октября — Виктор Эмануэль ван Врисланд, голландский писатель, поэт, драматург, переводчик (родился в 1892).
- 9 ноября — Энн Секстон, американская поэтесса и писательница (родилась в 1928).
- 25 декабря — Сейфулла Шамилов, азербайджанский советский писатель, литературный критик, публицист, переводчик (род. в 1902).